# Lesbia Claudina Vent Dumois
Lesbia Claudina Vent Dumois nació en Cruces, provincia de Villa Clara (Las Villas), Cuba, el 6 de noviembre de 1932. Realiza estudios de pintura, dibujo, escultura, litografía y pedagogía. En el año 1961 es miembro fundadora de la Asociación Internacional de Artistas Plásticos (AIAP), La Habana (Cuba), y de la Unión de Escritores y Artistas de Cuba (UNEAC), La Habana (Cuba). 

## Exposiciones personales y colectivas
Su primera muestra personal la expone en 1954, Grabados, Galería Habana, Arte y Cinema La Rampa, La Habana (Cuba). Además de otras como la exposición Grabados, Unión de Artistas Plásticos, Praga, Checoslovaquia, 1961. 
Participa en importantes muestras colectivas:
- En los años 1958 y 1960 en la I y II Bienal Interamericana de Pintura y Grabado . Museo Nacional de Artes Plásticas, México D.F. (México).
- En el año 1961 en la VI Bienal de São Paulo Museu de Arte Moderna. Parque Ibirapuera, São Paulo (Brasil).
- En 1963 y 1965 en la Primera y Segunda Bienal Americana de Grabado . Museo de Arte Contemporáneo, Universidad de Chile, Santiago de Chile (Chile)
- En el año 1983 en la 1.ª Bienal de La Habana . Museo Nacional de Bellas Artes, La Habana, Cuba.

## Premios
- Premio Primer Certamen Latinoamericano de Xilografía, Argentina, 1960.
- Mención. Primer Concurso Latinoamericano de Grabado, Galería Latinoamericana, Casa de las Américas, La Habana, Cuba, 1962.
- Premio Adquisición. International Print Biennial Cracow 1972, Cracovia, Polonia.
- Chile Hoy Chile Mañana, Galería Nacional, Sofía, Bulgaria, 1974.
- En el año 1992 se le otorgó el Premio “Fayad Jamis” al mejor plaquette UNEAC. Cuba.
- En el 2000: Premio Nacional de Curaduría por la obra de la vida, Cuba.
- Premio Nacional de Artes Plásticas 2019

## Obras en colección
Sus principales colecciones se encuentran expuestas en:
- La Casa de Las Américas, La Habana, Cuba.
- Gabinete de Grabado, Berlín, Alemania.
- Galería Nacional, Sofía, Bulgaria.
- Museo Bacardí, Santiago de Cuba, Cuba.
- Museo de la Solidaridad Salvador Allende, Santiago de Chile, Chile.
- Museo Nacional de Bellas Artes, La Habana, Cuba.

- Datos: Q6530229
- Multimedia: Lesbia Vent Dumois / Q6530229